# Stefan Kutzsche
Stefan Kutzsche (Frankfurt am Main, 1954. április 15. –) norvég orvos, gyermekgyógyász és aneszteziológus, a Kuala Lumpur-i International Medical University oktatója.
Édesapja a mikrobiológus Armin K.W. Kutzsche, nagyapja a matematikus Theodor Haagaas, dédapja a  teológus Bernhard Pauss, ükapja a befektető Benjamin Wegner.